# 全国災害救助犬協会
全国災害救助犬協会（ぜんこくさいがいけんきゅうじょきょうかい）は、日本初の民間救助犬協会として1991年に発足し、災害救助犬のパイオニアとして活動しているNPO法人である。本部は富山県富山市にある。
災害救助犬として被災地で活動できるかどうか、その信頼度を判定する認定試験を実施している。

## 歴史
- 1991年10月2日 - 設立。スイス救助犬協会をモデルとして 日本初の救助犬育成を目的とする「救助犬協会」
- 1992年6月 - スイス災害救助犬協会訓練会に参加
- 1992年11月2日 - 山中に迷い込んだ痴呆性老人を救助犬にて捜索・発見「富山県警捜索救助犬」としての認定を受ける
- 1993年5月 - 富山県警嘱託犬として4頭の「捜索救助犬」が採用
- 1993年7月12日 - 北海道奥尻島地震発生、出動を断られる
- 1994年3月 - 独立組織として「災害救助犬協会・富山」再組織
- 1994年10月 - 「第1回災害救助犬認定審査会」を開催
- 1994年 - 富山県総合防災訓練に初参加
- 1995年1月17日 - 阪神・淡路大震災発生3頭の救助犬と6名の隊員が出動
- 1995年4月 - 自治省消防庁、警察庁警備局へ要望書を提出
- 1995年 - 第2回認定審査会
- 1996年 - 第3回認定審査会
- 1996年 - 11月北海道 第1回救助犬認定審査会開催
- 1996年 - 12月6日新潟県小谷村土石流災害発生出動
- 1997年2月 - 警察庁警備局 伊達興冶来所
- 1997年7月1日 - 東京消防庁と協定を締結
- 1997年10月7日 - 石川県と協定を締結
- 1997年10月 - 第4回認定審査会開催
- 1998年2月 - 日本初の災害救助犬をモデルに「災害救助犬ヤール出動！」少年マガジンに連載
- 1998年10月 - 第5回認定審査会開催
- 1999年8月 - 21都道府県のネットワークを総称し、「全国災害救助犬連合会」となる
- 1999年9月21日 - 台湾中部大地震発生、出動
- 1999年10月 - 第6回認定審査会開催
- 2000年 - 2月22日内閣安全保障危機管理室主催「災害救助犬グループ会議」出席
- 2000年 - 6月台湾訪問（日台友好技術指導訪問）
- 2000年10月26日 - 台湾救難捜索協会来日歓迎会開催
- 2000年10月 - 第7回認定審査会開催
- 2000年12月 - 台湾救難捜索犬協会訪問（救助犬贈呈及び指導）
- 2001年 - 富山県立山町芦峅寺地内で雪崩発生、出動
- 2001年8月 - 国に要望書提出“災害救助犬に公的資格を”
- 2001年9月11日 - 特定非営利活動法人（NPO法人）設立の認証を受ける
- 2001年10月26日 - 中華民国の救難捜索犬協会と国際救助活動に協定を締結
- 2001年10月 - 第8回認定審査会開催
- 2001年11月8日 - 富山市と協定を締結
- 2002年1月 - 東京消防庁出初式参加
- 2002年10月 - 国土交通省北陸整備局の防災訓練参加
- 2002年10月 - 第9回認定審査会開催
- 2003年2月 - 冬季合宿訓練会開催「山岳遭難救助について」。講師：富山県警山岳警備隊
- 2003年2月26日 - 第九管区海上保安部と合同訓練
- 2003年5月29日 - 高岡市伏木港・海上保安庁 船舶内密航者捜索及び逃走追跡訓練
- 2003年10月 - 第10回認定審査会開催
- 2003年11月 - 船橋中央レオクラブ主催 災害救助犬啓蒙活動に参加（千葉県船橋西武百貨店にて）
- 2003年12月1日 - 稲城市と協定を締結
- 2004年6月2日 - 三重県と協定を締結
- 2004年8月 - 「災害救助犬協会富山」から「全国災害救助犬協会」に改称
- 2004年10月23日 - 新潟県中越地震発生出動
- 2005年3月27日 - 船橋中央レオクラブ主催 災害救助犬啓蒙活動に参加（千葉県船橋ららぽーとにて）
- 2005年5月18日 - 東京消防庁・板橋区合同水防演習に参加（荒川右岸河川敷にて）
- 2005年6月8日 - 富山県と災害時の出動協定を締結
- 2005年12月1日 - 千葉県船橋市と災害時の出動協定を締結
- 2006年9月5日 - 京都府と災害時の出動協定を締結
- 2007年3月25日 - 能登半島地震に緊急出動
- 2015年 -関東・東北豪雨災害 出動
- 2018年　西日本豪雨災害 出動
- 2021年　熱海土砂災害 出動
- 2024年　令和6年能登半島地震 出動